# 지방도 제711호선
지방도 제711호선은 전북특별자치도 김제시 부량면 옥정삼거리에서 군산시를 거쳐 익산시 용안면 덕용 교차로를 잇는 전북특별자치도의 지방도이다.

## 연혁
- 2007년 12월 28일 : 군산시 임피면 축산리 ~ 익산시 용안면 교동리 18.66km 구간 개통[1]

## 주요 경유지
- 김제시
  - 부량면 옥정삼거리 - 옥정리 - 마포교 - 연포리 - 유호삼거리 - 죽산교
  - 죽산면 죽산교 - 죽산삼거리 - 김제서고등학교 - 죽산면사무소 - 죽산리 - 종신리 - 수교삼거리 - 수교
  - 성덕면 수교 - 대석리 - 남포삼거리 - 원미교 - 성덕사거리 - 석동리 - 가실삼거리 - 만경삼거리
  - 만경읍 만경도서관 - 만경보건지소 - 만경터미널 - 만경사거리 - 만경여자중학교, 만경여자고등학교 - 공단삼거리 - 웅포교 - 송상리 - 소토리
  - 청하면 장산리 - 신금 교차로 - 청하삼거리(청하면사무소) - 동지산리 - 만경대교

- 군산시
  - 대야면 만경대교 - 복교리 - 복교삼거리 - 남우삼거리 - 남우교 - 검문소삼거리 - 대야검문소 교차로 - 대야초등학교 - 석화삼거리 - 산월리 - 보덕리 - 보덕교
  - 임피면 보덕교 - 구절리 - 금굴제 - 미원리 - 임피면사무소 - 임피사거리 - 남상삼거리 - 축산리 - 계남 교차로 - 임피 교차로 - 축동리 - 마룡 교차로 - 관원 교차로 - 관원리

- 익산시
  - 함라면 신목 교차로 - 입남 교차로 - 성림 교차로 - 행동 교차로 - 함라 교차로 - 금성 교차로 - 와초리 - 성당중학교 - 성당 교차로 - 갈산리
  - 용안면 수산교 - 연동1교 - 덕용 교차로

## 중복 구간
- 군산시 대야면 복교삼거리 ~ 석화삼거리 : 지방도 제744호선과 중복
- 군산시 대야면 검문소삼거리 ~ 대야검문소 교차로 : 국도 제26호선, 지방도 제718호선과 중복
- 군산시 임피면 계남 교차로 ~ 임피 교차로 : 국도 제27호선과 중복
- 익산시 함라면 함라 교차로 ~ 금성 교차로 : 지방도 제724호선과 중복

## 도로명
- 김제시 부량면 옥정삼거리 ~ 유호삼거리 : 죽백로
- 김제시 부량면 유호삼거리 ~ 죽산면 죽산삼거리 : 죽산로
- 김제시 죽산면 죽산삼거리 ~ 성덕면 만경삼거리 : 해학로
- 김제시 성덕면 만경삼거리 ~ 군산시 대야면 검문소삼거리 : 만경로
- 군산시 대야면 검문소삼거리 ~ 대야검문소 교차로 : 번영로
- 군산시 대야면 대야검문소 교차로 ~ 임피면 구절리 : 대야관통로
- 군산시 임피면 구절리 ~ 임피사거리 : 서원석곡로
- 군산시 임피면 임피사거리 ~ 계남 교차로 : 동군산로
- 군산시 임피면 계남 교차로 ~ 임피 교차로 : 군익로
- 군산시 임피면 임피 교차로 ~ 익산시 용안면 덕용 교차로 : 함안로